# Elvasia calophyllea
Elvasia calophyllea là một loài thực vật có hoa trong họ Ochnaceae. Loài này được DC. mô tả khoa học đầu tiên năm 1811.